# Svasso
Il termine svasso (talvolta suasso) è usato come nome comune per indicare alcune specie di uccelli appartenenti all'ordine  dei Podicipediformes, ad eccezione dello svasso folaga o svasso del sole, appartenenti invece all'ordine dei Gruiformes.
Gli svassi, sono uccelli esclusivamente acquatici, mediocri volatori, ma ottimi tuffatori, hanno piedi lobati (con membrane separate lungo ciascun dito) e sessi morfologicamente simili. Lo svasso piccolo (Podiceps nigricollis), detto anche collonero, è caratterizzato dal collo nero e dalla presenza di un ciuffo di penne dorate a forma di ventaglio dietro ciascun occhio ed è diffuso nell'Europa centrorientale, in Gran Bretagna, Germania, Italia e Spagna meridionale. Lo svasso maggiore (Podiceps cristatus), è il più grosso degli svassi, facilmente riconoscibile per i ciuffi nerastri e per la presenza, all'epoca della cova, di un evidente pennacchio castano e nero ai lati della testa; ha il becco carnicino ed è diffuso praticamente in tutta Europa.

## Specie
- Svasso cigno (Aechmophorus occidentalis)
- Svasso dell'Atitlan o Podilimbo gigante (Podilymbus gigas), estinto

Genere Poliocephalus
- Svasso testacanuta (Poliocephalus poliocephalus)
- Svasso della Nuova Zelanda (Poliocephalus rufopectus)

Genere Podiceps:
- Svasso argentato (Podiceps occipitalis)
- Svasso collorosso (Podiceps grisegena)
- Svasso cornuto (Podiceps auritus)
- Svasso dal cappuccio o Svasso monaco (Podiceps gallardoi)
- Svasso della Puna (Podiceps taczanowskii)
- Svasso della Colombia (Podiceps andinus)
- Svasso gigante o Svasso maggiore del Sudamerica (Podiceps major)
- Svasso maggiore (Podiceps cristatus)
- Svasso piccolo (Podiceps nigricollis)

Tuffetti:
- Svasso minore o Tuffetto minore (Tachybaptus dominicus)

Svasso folaga:
- Svasso del sole o Svasso folaga americano (Heliornis fulica)
- Svasso folaga africano o Rallo tuffatore africano (Podica senegalensis)
- Svasso folaga asiatico o Rallo tuffatore asiatico (Heliopais personatus)

Rollandia:
- Svasso ciuffibianchi (Rollandia rolland)
- Svasso del Lago Titicaca o Svasso alibrevi (Rollandia microptera)